# Mōri Motonari
Mōri Motonari (毛利元就, , 16 de abril de 1497 - 06 de julho de 1571) foi um proeminente Daimyō da Província de Aki durante o Período Sengoku da História do Japão no Século XVI .

## Vida

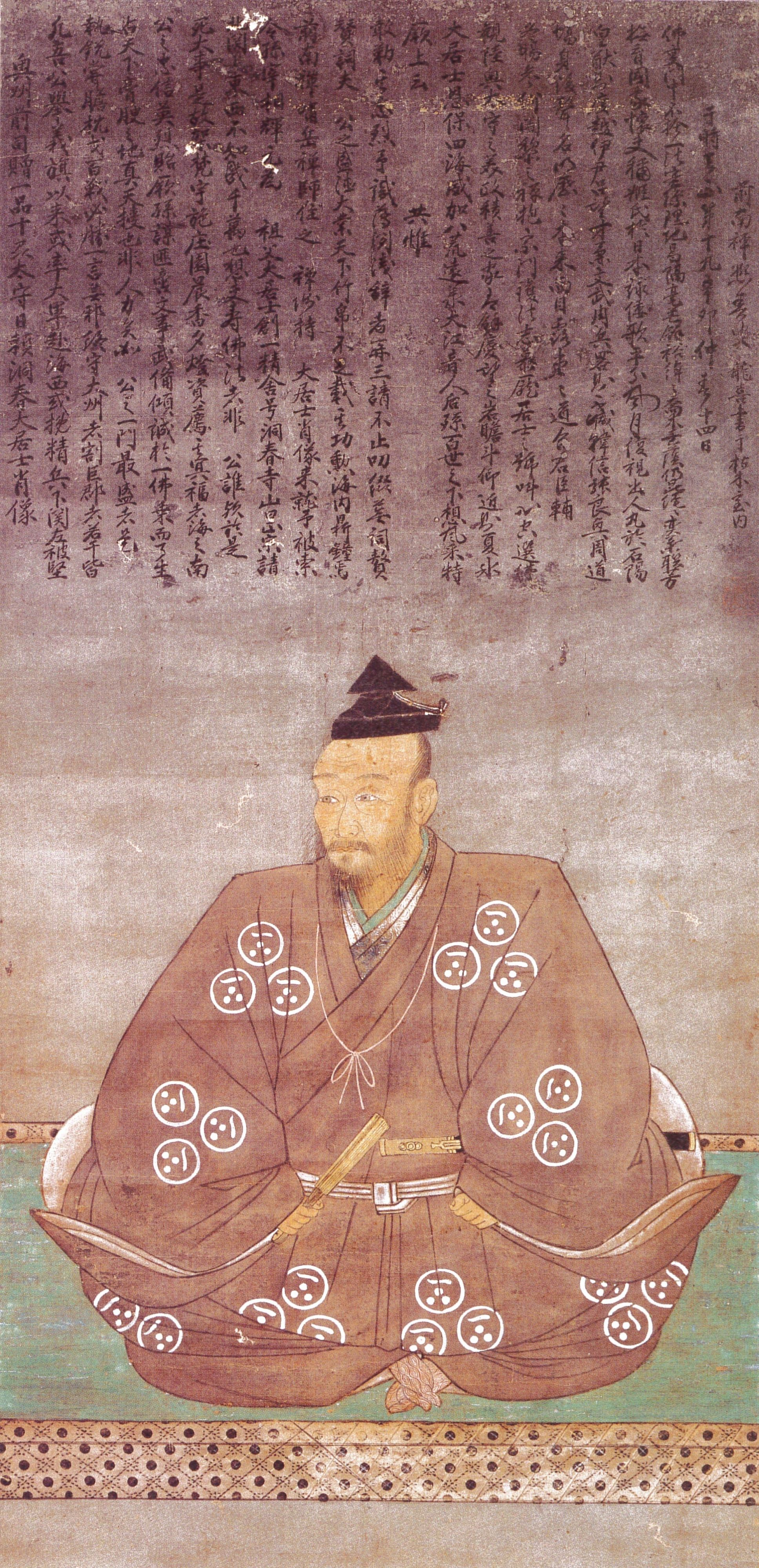
Mōri Motonari

Mōri Motonari tinha o nome de nascimento Shōjumaru. Nasceu no Castelo Suzuo, terra natal de sua mãe, em um pequeno domínio da Província de Aki em 1497. Seu pai, Mōri Hiromoto se aposentou como chefe do clã em 1500, e mudou-se para o Castelo Tajihi-Sarugake, junto com seu Shōjumaru. Como chefe titular do clã, Hiromoto foi sucedido por seu filho mais velho Mōri Okimoto.
Em 1506, Hiromoto morreu por abuso de álcool. Shōjumaru permaneceu em Sarugake, mas estava preocupado com o avanço na ocupação de terras que o Clã Inoue vinha realizando.
Em 1511, Shōjumaru tornou-se oficialmente um adulto (genpuku) e foi rebatizado Motonari.
Em 1516, Okimoto morreu. Mōri Kōmatsumaru filho de Okimoto conseguiu a liderança do clã, e Motonari tornou-se seu supervisor. Kōmatsumaru morreu oito anos depois, em 1523, e Motonari o sucedeu.
Imprensado entre os poderosos Clãs Amago e Ōuchi, Motonari conseguiu  desenvolver  o clã até que finalmente conseguiu controlar toda a Região de Chūgoku . Em seus últimos anos, ele esmagou o Ōtomo clã de província de Bungo .
Ele teve três filhos, Mōri Takamoto, Kikkawa Motoharu e Kobayakawa Takakage , a quem encorajou para que trabalhassem juntos para o desenvolvimento do Clã Mōri. Em um exemplo, entregou a cada um de seus filhos uma flecha e pediu a cada um para quebra quebrá-las. Um após o outro conseguiu quebrar a flecha, Motonari entregou novamente a cada filho uma flecha e desta vez mandou que as três flechas fossem reunidas e que cada filho tentasse quebrá-las juntas. Como foram incapazes de fazê-lo (de acordo com uma lenda ainda ensinada hoje), Motonari explicou que uma flecha pode ser facilmente quebrada, mas três flechas juntas não podia, o mesmo aconteceria com eles enquanto estivessem unidos .
Seu filho mais velho, Mōri Takamoto , quando a caminho para atacar o clã Amago, morreu de uma doença súbita, embora era suspeito de assassinato por envenenamento. Entristecido e irritado com a sua morte, Motonari ordenou que todos os responsáveis fossem punidos.